# Ptinus distindus
Ptinus distindus is een keversoort uit de familie klopkevers (Ptinidae). De wetenschappelijke naam van de soort werd in 1932 gepubliceerd door Maurice Pic.